# Fruktmurarbi
Fruktmurarbi (Osmia cornuta) är ett solitärt (icke samhällsbildande) bi i familjen buksamlarbin.

## Beskrivning
Biet har svart grundfärg med blå till bronsaktig lyster. Mellankroppen har svart päls och bakkroppen rödaktig, något som ger det ett humleliknande utseende. Honan har helt svart huvud, medan hanens huvud är vitbehårat på ansiktet och undersidan. Kroppslängden uppgår till mellan 12 och 15 mm för honan, 11 till 13 för hanen.

## Ekologi
Fruktmurarbiet lever nära mänsklig bebyggelse. Arten är polylektisk; under flygperioden, som varar från mitten av mars till april (honan in i juni), besöker den flera olika blommande växter. De mest besökta pollenkällorna är fruktträd som körsbär, aprikos, plommon, päron och äpple (alla från rosväxter), men den kan samla pollen från upp till 13 familjer. Det unga biet hämtar nektar framför allt från planterade växter som blåstjärnor och hyacint i familjen sparrisväxter samt tulpan i liljeväxternas familj.

### Fortplantning
Larvbona inrättas i håligheter i husväggar, klippbranter och murar, gärna på soliga ställen, samt även människoskapade föremål som bihotell. När det är gott om plats kan hela larvceller konstrueras av våt lera; i trängre utrymmen som rör placeras cellerna på rad, och endast mellanväggarna tillverkas av lera. Bona förslutes med proppar av jord eller lera. Näringen består av en blandning av pollen och nektar, med en förhållandevis stor del av det senare. Övervintring sker som fullbildad insekt i puppkokongen.

### Ekonomisk betydelse
Arten är en viktig pollinatör; forskning har exempelvis visat, att biet är nästan dubbelt så effektivt som det vanliga honungsbiet vad gäller pollinering av päron.

## Utbredning
Arten har expanderat kraftigt i Mellaneuropa under 2010-talet, och omfattar för närvarande (2020) Mellan- och Sydeuropa över Turkiet, Egypten och Mellanöstern till Centralasien. I Storbritannien observerades den första gången 2017, i sydöstra England. I Sverige har den påträffats i Skåne (2017) och i Göteborg. I övriga Norden har den endast konstaterats i Danmark.